# Filippo Bertesi
Filippo Bertesi es un exvoleibolista italiano